# Орлёнок (премия)
Премия «Орленок» — областная комсомольская премия, одна из форм поощрения граждан и коллективов Челябинской области за творческие достижения в области литературы, искусства, журналистики и архитектуры. Учреждена в 1967 Челябинским областным комитетом ВЛКСМ, присуждалась до 1990. Лауреатам премии вручался нагрудный знак с изображением памятника «Орлёнок».
В Челябинске 29 октября 1958 года на Алом поле появилась фигура мальчика в длинной не по росту шинели, в папахе на голове и не по росту больших сапогах, став собирательным образом всех подростков, участвовавших в революции и гражданской войне. Автором скульптуры был Лев Головницкий, которому на тот момент было всего 29 лет. Очень быстро памятник начнет самостоятельную жизнь — у «Орлёнка» будут проводиться митинги и торжественные собрания. Выпускники школ после выпускного вечера под утро будут собираться на площади у «Орленка». И наконец изображение «Орленка» появляется на наградном знаке, который с 1967 по 1990 годы вручался лауреатам областной премии, которая так и называлась — премия «Орленок».
Первыми лауреатами премии стали архитектор Е. В. Александров (за создание архитектурных ансамблей в Челябинске на пл. Революции и Алом поле, участие в создании памятника «Палатка первых строителей» в Магнитогорске, обелисков в гг. Аша, Сим, Миньяр, на ст. Кропачево); кандидат экономических наук, комп. О. В. Кульдяев (за цикл песен «Комсомольская юность моя»); коллектив студенческого театра ЧПИ «Манекен» (за постановку спектакля по поэме Б. А. Ручьёва «Любава» и высокое исполнительское мастерство).
В 1987 появились дополнительные номинации, премия стала присуждаться коллективам и гражданам за достижения в педагогической деятельности, а также в области науки, техники и производства. Всего лауреатами премии «Орленок» стали 93 человека и 39 коллективов

## Лауреаты премии «Орленок»
1967
- Александров Евгений Викторович
- Кульдяев Олег Владимирович
- Ручьев Борис Александрович
- Сурин Леонид Николаевич
- Магнитогорский драматический театр им. А. С. Пушкина
- «Манекен», студенческий театр ЧПИ

1968
- Годин Николай Иванович
- Ткаченко Евгений Иванович
- Эйдинов Семен Григорьевич
- Народный танцевальный коллектив Дворца культуры ЧТЗ им. В. И. Ленина
- Творческая группа художников — граверов цеха им. М. В. Фрунзе (Златоустовский машиностроительный завод им. В. И. Ленина: Г. М. Берсенев, Л. Н. Валиев, А. И. Кузьмичев, В. Ф. Тарынин
- «Уральский меридиан», программа молодёжной редакции Челябинского радио

1969
- Диденко Иван Дмитриевич
- Татьяничева Людмила Константиновна
- Ансамбль песни и танца Дворца пионеров и школьников им. Н. К. Крупской
- Дворец культуры железнодорожников им. В. И. Ленина (Челябинск)
- Областной драматический театр им.10-летия Октября (Златоуст)
- Профессионально-техническое училище № 38 (Миасс)
- «ЧМЗ-фильм», народная киностудия

1971
- Авакян Вардкес Айкович
- Львов Михаил Львович
- Плетенчук Петр Анисимович
- Камерный оркестр Магнитогорского горно-металлургического института

1977
- Павлов Александр Борисович
- Попов Евгений Митрофанович
- «Буратино», Магнитогорский театр кукол
- «Юность Урала», вокально-инструментальный ансамбль ЧГИК

1978
- Булгакова Оксана Сергеевна
- Головницкая Энрика Эмильевна
- Качурина Валентина Васильевна
- Смирнов Алексей Михайлович
- Ширяева Валентина Николаевна
- «Зори Магнитки» народный ансамбль танца (Магнитогорск)
- Редакция молодёжных и детских передач Челябинского государственного комитета по телевидению и радиовещанию

1979
- Воленко Валерий Владимирович
- Иванов Александр Федорович
- Крюченков Владимир Борисович
- Лыков Владимир Алексеевич
- Мялицын Леонид Анатольевич

1980
- Ходаев Павел Петрович
- «Ариэль», вокально — инструментальный ансамбль (Челябинск)
- «Данко», вокально-инструментальный ансамбль (Златоуст)
- Музыкальное училище им. П. И. Чайковского (Челябинск)
- Народный театр кукол (с. Октябрьское)
- Театр юных зрителей (Челябинск)

1981
- Волосенков Вадим Александрович
- Забабахин Николай Евгеньевич
- Курило Петр Иванович
- Соболев Михаил Дмитриевич
- Соколов Михаил Львович

1982
- Веккер Владимир Павлович
- Голованов Виктор Семенович
- Дмитрин Геннадий Кузьмич
- Мунтагиров Александр Абубакирович
- Чуносов Александр Александрович
- «Колос», народный хор (с. Уйское)
- «Светунец», литературный клуб (Челябинск)

1983
- Батурин Александр Сергеевич
- Брезгин Владимир Александрович
- Бровкин Василий Федорович
- Буряков Олег Викторович
- Ерохин Юрий Андреевич
- Захаров Владимир Александрович
- Ромашков Евгений Владимирович
- Сафарголеев Даян Умуртаевич
- Ульянов Евгений Альбертович
- Щукин Владимир Александрович

1984
- Кутасова Наталья Ивановна
- Народный музей (Пласт)
- Областной театр кукол (Челябинск)
- Оркестр баянистов Дома культуры Всероссийского общества слепых
- Оркестр русских народных инструментов ЧГИИК
- «Ровесник», ансамбль народного танца (Магнитогорск)
- Хор ветеранов войн и труда Дворца культуры ЧМК (Челябинск)

1985
- Мохонь Татьяна Васильевна
- Петров Евгений Николаевич
- Сапожников Василий Владимирович
- Собко Сергей Аркадьевич

1986
- Гордеев Анатолий Анатольевич
- Митяев Олег Григорьевич
- Детский духовой оркестр им. Чернецкий, Семён Александрович|С. А. Чернецкого (Троицк)
- «Карат», вокально — инструментальный ансамбль (Миасс)
- «Красная газета», агитатор (Коркино)
- «Мечта», детская вокально-хоровая студия Дворца культуры железнодорожников (Челябинск)

1987
- Работники химического комбината «Маяк» (Озерск)
  - Березюк Александр Иванович
  - Цевелев Михаил Петрович
- Сотрудники кафедр железобетонных, металлических и деревянных конструкций, радиотехнических систем ЧПИ
  - Азарова Людмила Александровна
  - Багаев Владимир Валентинович
  - Золотарев Игорь Олегович
  - Лешев Александр Петрович
  - Лихолетов Валерий Владимирович
  - Пазущан Владимир Алексеевич
  - Пономаренко Валерий Владимирович
  - Пуц Игорь Иванович
  - Терещук Сергей Вячеславович
  - Тырлов Александр Степанович
- Сотрудники лаборатории проблемных разработок и средств управления электрохимическими процессами Уральского НИИ трубной промышленности (Челябинск)
  - Бородин Вячеслав Олегович
  - Заварухин Виктор Юрьевич
  - Шиханцева Лидия Васильевна
  - Шишкова Ирина Михайловна
- Сотрудники НИИ водоснабжения, канализации, гидротехнический сооружений и инженерной гидрогеологии (Челябинск)
  - Еврютова Ирина Николаевна
  - Графеева Любовь Евгеньевна
  - Чикирина Татьяна Сильвестровна
- Сотрудники Всесоюзного НИИ приборостроения (Златоуст — 36)
  - Гагарин Сергей Владимирович
  - Гамоль Сергей Васильевич
  - Гладилин Евгений Вадимович
  - Конотоп Юрий Иванович
  - Сотрудники НПО «Электромеханика» (Миасс)
  - Богатырев Виталий Викторович
  - Золотухин Анатолий Степанович
  - Таипов Сергей Узбекович
  - Тимонин Алексей Иванович

1988
- Джурко Надежда Васильевна
- Машиц Ираида Григорьевна
- Моор Владимир Анатольевич
- Никитин Юрий Закиевич
- Изостудия Дворца пионеров и школьников (Магнитогорск)
- Изостудия Дворца пионеров и школьников им. Н..К.Крупской (Челябинск)
- Научное общество учащихся профтехобразования при ЧПИ
- Областной драматический театр им.10-летия Октября (Златоуст)
- «Проспект», мим-театр Дворца культуры и техники ЧТЗ
- «Радуга», детский оперный театр Дворца пионеров им. В.Комарова (Челябинск)
- Творческий коллектив бюро эстетики ЧМК:
- Э.Кириллов (руководитель), Т.Новокрещенова, Н.Кузьмина
- Хор казачьей песни (Копейск)

1989
- Абоева Наталья Дмитриевна
- Алексеев Михаил Николаевич
- Гусев Александр Викторович
- Душенко Алексей Николаевич
- Еременко Валерий Викторович
- Журавкин Юрий Леонидович
- Зеленин Станислав Галиевич
- Ипатов Сергей Александрович
- Кузнецов Владимир Иванович
- Латухин Дмитрий Викторович
- Леев Андрей Сергеевич
- Морозов Дмитрий Игоревич
- Новокшонов Вадим Владимирович
- Овчаров Игорь Владимирович
- Селиверстов Олег Васильевич
- Скаковский Евгений Анатольевич
- Титович Алексей Дмитриевич
- Центнер Виктор Викторович
- Швец Олег Владиславович
- Яйцев Сергей Васильевич

1990
- Коллектив общественного областного конструкторского бюро по компьютеризации школ
  - Алексеев Михаил Николаевич
  - Алексеева Татьяна Михайловна
  - Гибадуллин Гаяз Габдулович
  - Ивин Сергей Иванович
  - Калмыков Сергей Геннадьевич
  - Мерзлов Вадим Германович
  - Рябова Алевтина Николаевна
  - Тукачев Александр Юрьевич
  - Федоров Евгений Геннадьевич
  - Шапшал Иван Борисович